# The Trials of Van Occupanther
The Trials of Van Occupanther é o segundo álbum de estúdio da banda americana de folk rock alternativo Midlake, lançado a 5 de julho de 2006.

## Faixas
1. "Roscoe"  – 4:49
2. "Bandits"  – 4:04
3. "Head Home"  – 5:45
4. "Van Occupanther" – 3:15
5. "Young Bride" – 4:56
6. "Branches" – 5:02
7. "In This Camp" – 5:46
8. "We Gathered in Spring" – 3:33
9. "It Covers the Hillsides" – 3:14
10. "Chasing After Deer" – 2:42
11. "You Never Arrived" – 1:45

Faixas bônus (EUA)
1. "Mornings Will be Kind"
2. "Marion"
3. "It Covers The Hillsides" (alt version)
4. "Paper Gown"

Faixas bônus (AUS)
1. "Mornings Will Be Kind" (2005)
2. "Paper Gown" (2001)
3. "It Covers The Hillsides" (alt version) (2006)
4. "Excited But Not Enough" (2001)
5. "Golden Hour" (2001)